# Philatelic Music Circle
Le Philatelic Music Circle (PMC, cercle philatélique musical) est une association philatélique internationale spécialisée dans le thème de la musique sur les timbres-poste et les documents liés au timbre. Fondée en 1969, elle revendique environ 500 membres et son siège se situe au Royaume-Uni.
Le PMC organise une convention annuelle à Londres avec expositions et compétitions philatéliques, récitals et rencontres. Trois fois par an, le cercle publie une revue intitulé The Baton.
Le PMC organise la remise d'un prix à l'auteur du plus beau timbre sur la musique de l'année. Initialement nommée trophée Robert Stolz, il est actuellement le trophée Yehudi Menuhin qui fut le « patron » du cercle pendant une trentaine d'années.

## Palmarès du trophée
[à compléter]
- 1987 : Pierrette Lambert pour « Bach et Haendel », Monaco, novembre 1985 (gravé par Eugène Lacaque)[1].
- 1988 : Pierrette Lambert pour le « Bicentenaire de la création de Don Giovanni » de Mozart et le « 150e anniversaire de la Grande Messe des morts » de Berlioz, Monaco, 16 novembre 1987 (gravés par Pierre Albuisson)[1].
- 1989 : Friedl Weyss-Lampel pour « Richard Strauss 1864-1949 », Autriche, 1er juin 1989, (gravé par Kurt Leitgeb)[2].

- 1997 : Martin Bailey pour le « 50e anniversaire de l'Orchestre symphonique de Nouvelle-Zélande », Nouvelle-Zélande, 10 juillet 1996.

- 2001 : MVTM (Myriam Voz et Thierry Martin) de la Poste belge pour le carnet de 6 timbres consacrés au 250e anniversaire de la naissance de Bach, carnet émis le 8 mai 2000
- 2002 : Carlos Menck Freire  pour un bloc de quatre timbres pour le 125e anniversaire de la tétralogie Der Ring des Nibelungen de Richard Wagner, Uruguay, 26 juin 2001.
- 2003 : Nelson Inocencio pour dix timbres sur des instruments, Brésil, 1er juillet 2002.
- 2004 : Emre Becer pour deux timbres sur des cuivres, Turquie, 23 septembre 2003..
- 2005 : Franco Filanci pour un bloc-feuillet de trois timbres pour la réouverture de La Scala de Milan, Saint-Marin, 12 novembre 2004.
- 2006 : Adolf Tuma pour les « 50 ans de la réouverture du Burgtheater et du Staatsoper » de Vienne, bloc-feuillet de deux timbres, Autriche, 25 octobre 2005[3].
- 2007 : MVTM (Myriam Voz et Thierry Martin) de la Poste belge pour le carnet de timbres Les Polyphonistes de la Renaissance', le 23 janvier 2006.
- 2008 : Eugène Kalmus d’Advantage Communications pour quatre timbres sur des grandes orgues, Luxembourg, 4 décembre 2007.
- 2009 : Beat Kehrli pour quatre timbres sur des instruments, Suisse, 4 mars 2008.
- 2010 : Jan de Maesschalck et MVTM pour un carnet de cinq timbres Compositeurs, Belgique, 11 mai 2009.
- 2011 : Adolf Tuma pour un timbre sur Gustav Mahler, Autriche, 18 mai 2010.